# تیم ملی فوتبال زیر ۲۱ سال سوئیس
تیم ملی فوتبال زیر ۲۱ سال سوئیس (انگلیسی: Switzerland national under-21 football team) یا تیم ملی فوتبال جوانان سوئیس، نماینده کشور سوئیس در مسابقات فوتبال جوانان اروپا و جهان است که زیر نظر اتحادیه فوتبال سوئیس فعالیت می‌کند.
از افتخارات این تیم میتوان به کسب نایب قهرمانی جام ملت‌های اروپا فوتبال زیر ۲۱ سال ۲۰۱۱ اشاره کرد.